# Ambrose Zwane
Ambrose Phesheya Zwane (* 1922; † 18. März 1998) war ein swasiländischer Politiker und Oppositionsführer in Swasiland (heute: Eswatini).

## Leben
Ambrose Zwane wurde als Sohn von Amos Zwane geboren, einem Berater von Sobhuza II., der 1921 zum König von Swasiland gekrönt wurde. Da sich Amos Zwane zum Zeitpunkt der Geburt seines Sohnes mit Sobhuza II. in London aufhielt, erhielt Ambrose Zwane den zweiten Vornamen Phesheya (deutsch: „Übersee“).
Zwane studierte bis 1951 Medizin an der Universität Fort Hare und der Witwatersrand-Universität in Südafrika und war der erste Swasi, der sein Medizinstudium mit einer Promotion abschließen konnte.
Zwane gehörte der oppositionellen Swaziland Progressive Party (SPP) an, gründete aber am 12. April 1963 zusammen mit Prince Dumisa die Partei Ngwane National Liberatory Congress (NNLC), deren Vorsitzender er wurde. Der NNLC war panafrikanisch, linksgerichtet und gegen die traditionellen Führer eingestellt. Bei den Parlamentswahlen 1967 erlangte seine Partei kein Mandat. 1972 gewann der NNLC jedoch drei der 24 Sitze, darunter ein Mandat für Zwane, wurde aber 1973 wie alle anderen politischen Parteien von Sobhuza II. gebannt. Zwane war der einzige Oppositionsführer, der dagegen öffentlich protestierte. Er wurde mehrfach ohne Anklage inhaftiert und konnte schließlich über Mosambik nach Tansania fliehen. Der dortige Präsident Julius Nyerere setzte sich für ihn ein, so dass Zwane 1979 nach Swasiland zurückkehren konnte. Er war jedoch gesundheitlich angeschlagen und durfte sich politisch nicht mehr betätigen. Trotzdem blieb er Präsident des NNLC.
Zwane starb am 18. März 1998 und wurde am 28. März 1998 beerdigt. An der Zeremonie nahm auch König Mswati III. teil.

## Nachwirkungen
Die NNLC ist weiterhin verboten. Nach Zwanes Tod wurde aber der neue Vorsitzenden Obed Dlamini – ein früherer Premierminister – gewählt und eine neue Satzung beschlossen. Dlamini nahm als Einzelbewerber an den Parlamentswahlen 2003 teil und erhielt einen Wahlkreissitz im House of Assembly.